# Margaret Turnbull
Margaret Carol Turnbull és una astrònoma americana. Ha rebut el doctorat en investigació científica sobre astronomia de la Universitat d'Arizona el 2004. Turnbull és considerada una autoritat en bessons solars i habitabilitat planetària.
L'any 2002 va desenvolupar juntament amb Jill Tarter el HabCat, un catàleg de potencials sistemes solars habitables. L'any següent Turnbull va identificar 30 possibles estrelles de les 5.000 llistades al catàleg HabCat que es trobaven al voltant dels 100 anys llums de la Terra.
L'any 2006, Turnbull va redactar dues llistes de només cinc estrelles cada una. La primera d'aquesta llista seria la bases de les recerques de ràdio de l'institud SETI (Beta Canum Venaticorum, HD 10307, HD 211415, 18 Scorpii, i 51 Pegasi). La segona llista són els candidats per a la recerc a de planetes terrestres (Epsilon Indi, Epsilon Eridani, 40 Eridani, Alpha Centauri B, i Tau Ceti).
En el seu honor s'ha anomenat un asteroide, el 7863 Turnbull